# Campeonato Mundial de Patinaje Artístico sobre Hielo de 2003
El XCIII Campeonato Mundial de Patinaje Artístico sobre Hielo se realizó en Washington (Estados Unidos) entre el 24 y el 30 de marzo de 2003. Fue organizado por la Unión Internacional de Patinaje sobre Hielo (ISU) y la Asociación Estadounidense de Patinaje Artístico. 
Las competiciones se efectuaron en el MCI Center. Participaron en total 182 patinadores de 40 países.

## Resultados

### Masculino
| Puesto | Nombre           | País           | Puntos |
| ------ | ---------------- | -------------- | ------ |
| Oro    | Evgeni Plushenko | Rusia          | 2,0    |
| Plata  | Timothy Goebel   | Estados Unidos | 4,0    |
| Bronce | Takeshi Honda    | Japón          | 5,6    |

### Femenino
| Puesto | Nombre         | País           | Puntos |
| ------ | -------------- | -------------- | ------ |
| Oro    | Michelle Kwan  | Estados Unidos | 2,0    |
| Plata  | Elena Sokolova | Rusia          | 4,0    |
| Bronce | Fumie Suguri   | Japón          | 6,2    |

### Parejas
| Puesto | Nombre                             | País  | Puntos |
| ------ | ---------------------------------- | ----- | ------ |
| Oro    | Shen Xue / Hongbo Zhao             | China | 2,0    |
| Plata  | Tatiana Totmianina / Maxim Marinin | Rusia | 2,5    |
| Bronce | Maria Petrova / Alexei Tikhonov    | Rusia | 4,5    |

### Danza en hielo
| Puesto | Nombre                           | País     | Puntos |
| ------ | -------------------------------- | -------- | ------ |
| Oro    | Shae-Lynn Bourne / Victor Kraatz | Canadá   | 2,6    |
| Plata  | Irina Lobacheva / Ilia Averbukh  | Rusia    | 3,0    |
| Bronce | Albena Denkova / Maxim Staviski  | Bulgaria | 5,6    |

## Medallero
| Núm. | País           | Oro | Plata | Bronce | Total |
| ---- | -------------- | --- | ----- | ------ | ----- |
| 1    | Rusia          | 1   | 3     | 1      | 5     |
| 2    | Estados Unidos | 1   | 1     | 0      | 2     |
| 3    | Canadá         | 1   | 0     | 0      | 1     |
| 3    | China          | 1   | 0     | 0      | 1     |
| 5    | Japón          | 0   | 0     | 2      | 2     |
| 6    | Bulgaria       | 0   | 0     | 1      | 1     |
|      | TOTAL          | 4   | 4     | 4      | 12    |

| Predecesor: Japón 2002 | Campeonato Mundial de Patinaje Artístico sobre Hielo 2003 | Sucesor: Alemania 2004 |

- Datos: Q1319220